# Savita Devi (cantora)
Savita Devi, também conhecida como Vidushi Savita Devi e Savita Maharaj (nascimento em 1939, em Varanasi, Utar Pradexe, Índia - falecimento em 20 de dezembro de 2019, em Gurgã, Harianá, Índia), foi musicista e cantora clássica e semi-clássica Hindustani, cujo estilo musical era o Thumri. Ela era filha de Siddheshwari Devi, uma das grandes cantoras indianas, e a família já está envolvida com música na Índia há mais de dois séculos.

## Os estilos musicais clássicos hindustani
Aqui é importante explicar um pouco sobre o estilo musical hindustani. Ele é encontrado principalmente no norte da Índia, no Paquistão e em Bangladesh. Ele existe em quatro grandes formas: dhrupad, khyal (ou khayal), thumri e tappa. A forma dhrupad é antiga, khyal evoluiu dela e thumri evoluiu de khyal. Dhrupad é um gênero de música solene, inspiradora e heróica, pura e espiritual. Khyal adiciona notas ornamentais, mais curtas, melancólicas e festivas. Thumri avança ainda mais em sua brevidade, e concentra-se em canções graciosas. Há três grandes escolas de thumri: Lucknow gharana, Banaras gharana e Punjabi gharana. Estas inserem inovações da música popular. Tappa é a mais popular, e, provavelmente, existia nas regiões do Rajastão e do Punjab antes de ser sistematizada e integrada à estrutura da música clássica. Ela se tornou popular, com os músicos bengalis desenvolvendo sua própria tappa.
Saiba mais no verbete Música clássica indiana.

## Vida profissional
Savita Devi nasceu em uma família de músicos, composta por vários Banaras Gharana (cantores gharanas da música clássica hindustani) que, há dois séculos, são expoentes da música clássica e leve indiana. Seu pai era Padmashri Smt. Siddheshwari Devi e sua mãe, Maa Siddheshwari Devi, era considerada a rainha do Thumri, uma das quatro grandes formas do estilo musical hindustani. Mas, para além da rica tradição de música clássica herdada, ela foi uma rara vocalista também por mérito próprio.
Em sua infância, Savita recebeu treinamento de sua mãe para se especializar em Thumri, Dadra, Chaiti, Kajri e Tappa do Banaras Gharana (Purabang). Ela era uma cantora Khayal e adotou o estilo Kirana Gharana de seus gurus Pandit Mani Prasad e Pandit Dalip Chandra Vedi. Apesar do grande leque de estilos, Savita Devi era uma purista e seus vários estilos nunca se sobrepuseram, sempre foram separados e puros em conteúdo.
Savita Devi graduou-se em Artes e depois estudou música clássica na Universidade Hindu de Banaras e fez pós-graduação. Mais tarde, ela frequentou a Alankar Sangeet Academy em Pune. Realizou pesquisa para desenvolver novas formas mais agradáveis de apresentar as composições tradicionais. 
Em 1977, ela fundou a "Academia Siddheshwari Devi de Música Indiana" para manter a tradição 'Purabang' Thumri e o repertório musical de sua mãe. Ela também foi Chefe do Departamento de Música do Daulat Ram College, da Universidade de Delhi.
Savita Devi também foi Sitarista, tendo recebido bolsa do governo nacional para se especializar em 'Kinnara' e, ainda adolescente, conquistou a  Medalha de Ouro em um Festival Juvenil Interuniversitário. Ela também compôs numerosos Thumris, Dadras, Chaitis etc. e escreveu um livro sobre a biografia de sua mãe Maa Siddheshwari.
Ela foi membro do Júri do ICCR (Conselho Indiano de Relações Culturais), bem como do Júri do Conselho de Audições, AIR (All India Radio).

Algumas de suas músicas podem ser ouvidas no Music Apple.